# Фурнијеова гангрена
Фурнијеова гангрена, некротизирајући фасциитис (лат. Gangraena fulminans) је инфекцијом изазвана некроза меких ткива мушких полних органа. Фурнијеова гангрена је специфични облик некротизирајућег фасциитиса и други је термин за ову болест који је увео Вилсон 1951. Он је описао некрозу меких ткива изазвану инфекцијом, која подразумева и инфекцију дубоке и површне фасције, без обзира на локализацију.
Настаје као последица ширења аноректалних, мокраћнополних или кожних инфекција. Принцип лечења ове болести подразумева стабилизацију општег стања болесника, дебридман ране, одстрањивање некротичних промена, комбиновану антибиотску терапију, оксигенотерапију и евентуалне реконструктивне захвате.
Првобитно, термин Фурнијеова гангрена је коришћен да опише идиопатску гангрену мушких полних органа, али се такође користио и за описивање већине некротичних инфекција меких ткива међице, независно од узрока. Данашња употреба термина Фурнијеова гангрена се ограничава на описивање инфекција које примарно укључују полне органе. Неселективно коришћење овог епонима компликује упоређивање резултата у клиничким студијама и дефинисање учесталости ове појаве.

## Историја
Године 1764, Бурније је први описао идиопатски, брзо прогресивни некротизирајући процес меког ткива који доводи до гангрене мушких гениталија. После неколико деценија 1883. године, Жан Алфред Фурније (Jean Alfred Fournier 1832—1914), париски венеролог, дао је детаљан приказ ове болести која је по њему и добила назив Фурнијеова гангрена:
| „ | Године 1883., француски венеролог Жан Алфред Фурније први је описао 5 случаја код претходно здравих младића који су боловали од рапидно прогресивне гангрене на пенису и скротуму без видљивих разлога. Овај поремећај, сада познат као Фурнијеова гангрена, је дефинисан као бактеријама изазван некротизирајући фасциитис гениталне области. За разлику од иницијалног описа др Фурнијеа, доктори данас знају да болест није ограничена само на младе и на мушкарце, а као етиолошки фактор најчешће се наводи инфекција. | ” |

## Епидемиологија
Учесталост
Фурнијеова гангрена је једна од ретких болести, која чини <0,02% свих болничких пријема. Без сезонских је варијација а јавља се у свим деловима света, у нешто већем броју на афричком континенту.
Југоисточне Сједињене Америчке Државе имају највећу пријављене стопе Фурнијеове гангрене од 1,9 случајева на 100.000 становника. Чини се да су ове фреквенције релативно константне код свих пацијената у САД, али и широм света.
Према подацима из 1992, Пати и сарадници, на основу података објављених у литератури израчунали су да је у периоду од 1883. до 1992. било приближно 500 случајева гениталне инфекције.
У САД Фурнијеова гангрена је релативно ретка. Инциденца болести је непозната? Ретроспективна истраживања открила су 1726 случајева приказана у литератури у периоду 1950. до 1999. Од 1989-1998. у САД у просеку је годишње пријављивано 97 случајева.
Учесталост Фурнијеове гангрене се вероватно није значајно променила, већ је привидно повећање броја случајева у новијој литератури највероватније последица побољшаног извештавања.
Иако се болест може појавити код здравих особа (26% до 30% случајева), обично је повезана са ослабљеним или имунокомпромитованим стањем. Најчешће се виђа код мушких дијабетичара старијих од 50 година који имају историју злоупотребе алкохола. Пацијенти са више коморбидитета обично имају лошије исходе.
Морталитет/Морбидитет
Стопа смртности код Фурнијеове гангрене варира од 4% до 75%. На високу смртност Фурнијеове гангрене утичу; аноректални поремећаји, старост, екстензивне болести (трбушног зид или бутина), стање шока или сепсе, бубрежна инсуфицијенција и дисфункције јетре.
Смрт обично настаје код системских болести, као што су сепса, коагулопатија, акутна бубрежна инсуфицијенција, дијабетесна кетоацидоза, или је резултат истовремене болести више органа
Пол и полне разлике
Болест има јаку склоност према мушкарцима за разлику од жена, са односом 10:1. Инциденција код мушкараца је 1,6 случајева на 100.000 мушкараца. Фоурниер гангрена се најчешће виђа код мушкараца старости од 50 до 79 година, са инциденцом од 3,3 случаја на 100.000 мушкараца.
Иако је мање уобичајено код жена, жене имају тенденцију да буду акутније болесне на презентацији, имају двоструко већу вероватноћу да ће им бити потребна механичка вентилација и дијализа, имају дуже просечно трајање хоспитализације и имају већу стопу смртности од мушких пацијената.
Нижа инциденца код жена је последица боље дренаже перинеалне регије кроз вагинални секрет. Мушкарци који имају секс са мушкарцима имају већи ризик разбољевања, посебно инфекцијом гениталија пеницилинрезистентним стафилококусом ауреусом.
Старост
Већа заступљеност Фурнијеове гангрене је код болесника узраста од 30 до 60 година. Од 1997 случајева, из једне студије спроведене у САД, само 56 су педијатријских случајеви, а од тог броја 66% су одојчад млађа од 3 месеца.

## Етиологија
Иако је првобитно описана као идиопатска гангрена гениталија, Фурнијеова гангрена је у око 95% случајева настала као последица инфекција у аноректалном пределу, урогениталном тракту, кожи или гениталијама. Болести које угрожавају имунски систем су један од предиспонирајућих чинилаца за развој Фурнијеове гангрене.
На основу извештаја турских лекара у овој земљи је 46% болесника са Фурнијеовом гангреном боловало од шећерне болести.,  док друге студије као узрок болести наводе код око трећине болесника шећерну болест, алкохолизам или неухрањеност, а код преосталих 10% поремећај имунолошког система (имуносупресију) најчешће изазвану; хемотерапијом, стероидним хормонима, малигним туморима) 

### Најчешћи узрочници Фурнијеове гангрене
Најчешћи узрочници Фурнијеове гангрене су: 
- инфекције перианалних жлезда
- запаљенске болести црева (упала слепог црева, дивертикулитис дебелог црева итд)
- малигне болести црева[18]
- инфекција мокраћних путева и повреде уретера
- кожне болести (гнојни хидроаденитис, трауме коже, опекотине, итд)[19]
- компликације операција у аноректалном пределу
- малигне болести других локализација,
- СИДА,[20]
- системски лупус еритематодес ,[21]
- кронова болест.

### Узрочници Фурнијеове гангрена према полу и узрасту
Најчешћи узрочници Фурнијеове гангрена према полу и узрасту су:
| Пол/узраст | Узрочници |
| ---------- | --- |
| Мушкарци   | Примена уретралног катетера, протетске имплантати пениса, повреде пениса, генитални персинг, анални однос (повећава ризик настанка перианалне инфекције, због трауме ректума коју прати инфекција) |
| Жене       | Септички абортус, персинг, инфекције вулве или апсцеси бартолинијева жлезде, хистеректомија и епизиотомија                                                                                         |
| Деца       | Обрезивање пениса, укљештење ингвиналних кила, омфалитис, уједи инсеката, повреде гениталија, нагњечење уретралним катетером, периректални апсцеси, системске инфекције, опекотине                 |

### Предиспонирајући фактори
Најчешћи предиспонирајући фактори код Фурнијеове гангрене су:
- Шећерна болест (најчешћи узрок - у око 20% до 60% случајева)[22][23]
- Енормна гојазност
- Леукемија[24]
- Цироза јетре
- Васкуларне болести карлице
- Малигне болести
- Високо-ризична понашања (на пример, алкохолизам, интравенска наркоманија)
- Хемотерапија[25]
- Имуно супресија због системских болести[26] или употребе стероида
- Немогућности одржавања адекватне перианалне хигијене или дуготрајна употреба катетера, код параплегичара и других дуголежећих (непокретних) болесника.
- Траума[27]

## Микроорганизми-изазивачи Фурнијеове гангрене
Инфекција која представља неравнотежу између имунитета домаћина и вируленције узрочника микроорганизама, етиолошки је фактор који кроз перинеум омогућава  улазак микроорганизама. Компромитовани имунитет пружа повољно окружење за иницирање инфекције, а вирулентност микроорганизма промовише брзо ширење болести. Већина ауторитета верује да је полимикробна природа Фурнијеове гангрене неопходна за стварање синергије производње ензима која промовише брзо умножавање и ширење инфекције. То потврђује чињеница да су микроорганизми изоловани у култури ране, болесника са Фурнијеовом гангреном, полимикробни (мешовити) и да је инфекција изазвана просечно са до 4 изолована узрочника по анализираном узорку.
Карактеристично у Фурнијевој гангрени постоји синергизам само између теоретски ниско агресивних бактерија. На пример, један микроорганизам може произвести ензиме неопходне да изазову коагулацију крвних судова. Тромбоза крвних судова смањује локално снабдевање крвљу. Дакле, притисака кисеоника у ткивима ада. Настала хипоксија ткива омогућава раст факултативних анаеробних и микроаерофилних организама. Неки од микроорганизми, заузврат, могу да производе ензиме (нпр лецитиназу, колагеназу), који доводе до варења фасцијалних баријера, подстичући тако брзо ширење инфекције.
У микроорганизме који су уобичајени коменсали перинеалне коже и гениталних органа, спадају клостридија, клебсијела, стрептококе, колиформне бактерије, стафилококе, бактероиди и коринебактерије.
Најчешће изоловани аеробни микроорганизми су: Escherichia coli, Klebsiella pneumonia, и Staphylococcus aureus.  Најчешће изоловани анаеробни микроорганизам је Bacteriodes fragilis.
У ствари, и аероби и анаероби су подједнако присутни у ткивима, али су анаероби ређе изоловани јер их је теже узорковати и сачувати.
Ретки извештаји навод и друге микроорганизме који укључују  Candida albicans  и Lactobacillus gasseri.

## Патофизиологија
Фурнијеова гангрена је брзо напредујући облик некротизирајућег фасциитиса локализован у гениталном и перинеалном региону. Фасцијална некрозе и „варење“ ткива дејством ензима бактерија су главна обележја овог обољења.
Предиспонирајући чиниоци као што су шећерна болест, онколошке болести, имунолошки поремећаји хронични алкохолизм итд, су само неки од чинилаца који погодују даљем ширењу инфекције испод фасција, која може доспети до ингвиналне регије, бутине, па чак и трбушног зида.
Инфекција ствара поткожну тромбозу крвних судова, која опет доводи до некрозе коже и поткожног ткива и локализоване исхемије и даље пролиферације бактерија. 
У некротичном ткиву бактерије луче токсине и ензиме стварајући још повољније услове за њихово даље размножавање. Тромбоза локалних крвних судова смањује доток крви, што доводи до пада парцијалног притиска кисеоника и појаве хипоксије. Као последица хипоксије у ткивима су створени услови за раст факултативно анаеробних микроорганизама који произведе ензиме (лецитиназу и колагеназу), који изазивају „варење“ фасцијалне баријере, чиме подстичу брзо ширење инфекције.  У неким извештајима су описане стопе деструкције фасцијалног ткива које се кречу од до 2 до 3 сантиметара на час.
На крају, развија се облитеративни ендартеритис, а кожна и поткожна васкуларна некроза која је уследила доводи до локализоване исхемије и даље пролиферације бактерија. Инфекција површне перинеалне фасције може се проширити на пенис и скротум или на предњи трбушни зид  или обрнуто. Како је перинеална фасција  причвршћена за тело перинеума и урогениталну дијафрагму позади и бочно за пубичну грану, ограничено је напредовање инфекције у овим правцима.
Дубља инфекција која се протеже испод горњих слојева  укључује мионекрозу која се генерално не сматра карактеристиком класичне Фоурниерове гангрене, иако је описана.
Захваћеност тестиса је ретка код Фоурнијеове гангрене због одвојеног довода крви у тестисе.
Захваћеност пениса је такође ретка и његова тела су обично поштеђена док се кожа љушти. Међутим, пријављена је тромбоза спонгиозног и кавернозног тела.

## Клиничка слика
Клиничке карактеристике Фурнијеове гангрене укључују изненадни бол у скротуму, прострацију, бледило и пирексију. У почетку је захваћен само скротум, али ако се болест не контролише, целулитис се шири све док се цео омотач скротума не ољушти, остављајући тестисе изложене, али здраве.

### Стадијуми у развоју клиничке слике
- Болест обично почиње подмукло, са нападима свраба и нелагодношћу у пределу спољних полних органа, и продуженим перидом трајања (2-7 дана) са нејасним знацима и симптомима болести и грозницом.
- Болесници се јављају лекару у просеку петог дана болести, због интензивног бола у подручју спољних полних органа, што је понекад праћено и отоком коже у њиховој околини;
- Следи појава прогресивног еритема (црвенила) коже спољних полних органа и перинеалног предела са повећаним болом на додир, и појава системских симптоми као што су повишена температура, дрхтавица, тахикардија и хипотензија ;
- Кожа изнад захваћене површине мења боју, која је тамна све до црна и праћена је поткожним крепитацијама;
- У завршној фази болести јавља се класичне клиничка слике гангрене спољних полних органа са обилном гнојном секрецијом, која може бити праћена престанком бола због некрозе нервних завршетака.

### Знаци и симптоми болести
- Некроза (разарања) ткива у подручју полних органа
- Бол
- Смежуран (сунђераст) изглед коже
- Изумирање коже
- Бледило коже
- Секреција гноја из гангренозног ткива
- Грозница, повишена телесна температура, тахикардија, хипотензија
- Слабост и малаксалост
- Хиперемија (црвенило) полних органа
- Гангренозни мирис
- Оток (едем) полних органа

## Дијагноза
Фурнијеова гангрена обично се дијагностикује клинички, али се лабораторијски тестови и студије снимања користе за потврду дијагнозе, утврђивање озбиљности и предвиђање исхода.
Рендген и ултразвук могу показати присуство гасова испод површине коже.   ЦТ скенирање може бити корисно у одређивању места порекла и обима ширења процеса.

## Диференцијална дијагноза
Диференцијална дијагноза Фурнијеове гангрене укључује:
- акутну бубрежну колика, уролитијазу

- целулитис

- шанкр

- тромбозу дубоких вена

- епидидимитис

- ерзипел

- гангренозни баланитис,

- гангренозни вулвитис

- гасну гангрена (клостридијална мионекроза)

- херпес симплекс

- ингвиналну лимфогрануломатозу

- инвазивну кандидијазу

- мукормикозу

- орхитис

- перианални/периуретрални апсцес

- пиодерму гангренозум

- пиомиозитис

- пионефрозу

- скротални апсцес

- едем скротума

- сифилис

- торзију тестиса

- токсичну епидермалну некролизу

- синдром токсичног шока

- васкулитис[тражи се извор][тражи се извор]

## Терапија
Фурнијеова гангрена се развија брзо и зато је са лечењем неопходно започети на почетку болести, када процес некрозе ткива може бити заустављен, уз опоравак и регенерацију, мањег или већег дела оштећеног ткива.
У лечењу фурнијеове гангрене примењују се три основна принципа;

### Лекови
Терапија лековима заснива се пре свега на употреви антибиотика који успоравају ток инфекције и уништавају  бактерије. Примена емпиријских антибиотика широког спектра је примарна док се чека на осетљивост културе. Антибиотска терапија је историјски укључивала троструку терапију у покривању грам-позитивних, грам-негативних и анаеробних организама повезаних са Фурнијеовом гангреном. То обично укључује стафилококе, стрептококе, колиформне бактерије, псеудомонас, бактероиде, клостридијум и можда гљивице.
Комбинација цефалоспорина треће генерације, аминогликозида, пеницилина и метронидазола, класично се користила као трострука терапија антибиотицима. Антибиотска терапија обично захтева трајање од најмање две недеље.
Тренутни препоручени режими антибиотика за Фурнијеову гангрену укључују:
- Карбапенем  (имипенем или меропенем 1 г ИВ сваких 6-8 сати, ертапенем 1 г ИВ свака 24 часа,[12] или
- Пиперацилин-тазобактам (3.375 г ИВ сваких 6 сати или 4,5 г ИВ сваких 8 сати),[46] плус клиндамицин (600 до 900 mg ИВ сваких 8 сати) плус ванкомицин (15 до 20 mg/kg ИВ сваких 8 до 12 сати)[тражи се извор]

Даптомицин или линезолид могу бити замена за ванкомицин. Антифунгални агенси као што су амфотерицин Б, флуконазол или слични могу се додати по потреби.
Алтернативни режими укључују аминогликозиде или флуорокинолоне плус метронидазол.
Пацијентима који су били изложени слаткој или сланој води, доксициклин се може додати за покривање Aeromonas hydrophilia и Vibrio vulnificus.

### Хируршка обрада
Обрада некротичког ткива хируршким методама има за циљ да уклони заражено или мртво ткиво, и заустави ширење промена. Овај корак је веома важан јер спречава ширење инфекције у околна ткива, масовније дебридмане некротичног ткива и евентуалну ампутацију.

### Хипербарична оксигенотерапија (ХБОТ)
Ова терапија се заснива не примени 100% медицинског  кисеоника под повишеним притиском (у просеку 2-2,5 бар-а). Хипербарични кисеоник се користи као адјувантна терапија у лечењу различитих болести, међу којима је и фурнијеова гангрена.
Повољан оксигенације у ткивима која се постиже применом хипероксије, побољшава се дејство механизама који у организму делују бактерицидно на многобројне бактерије. Посебно је значајна примена ХБОТ у лечењу инфекција код особа са анаеробном или мешовитим флором, (изузетно осетљивом на аеробне услове (хипероксију))
Висока концентрација кисеоника у крви (и до двадесет пута већа него при удисању нормобаричног кисеоника), која се постиже удисањем кисеоника под повишеним притиском у барокоморама, стимулишу ангиогенезу (стварање младих крвних судова) и ослобађање фактора раста макрофага ткива, чиме се помаже организму у спречавању крварења и убрзава процес зарастања ткива.
Неколико студија показало је низак ниво нежељених ефеката уз истовремено високи ниво ефикасности ове врсте терапије.

## Компликације
С обзиром на разарајући ефекат који Фурнијеова гангрена има на пацијенте и висок морталитет, компликације се могу појавити и краткорочно и дугорочно.

### Краткорочне системске компликације
Краткорочне системске компликације Фурнијеове гангрене су резултат инфламаторног одговора организма на овај агресивни инфективни процес. Системске компликације укључују:
- акутну бубрежну инсуфицијенцију,
- акутни респираторни дистрес синдром,
- срчане аритмије,
- срчану инсуфицијенцију,
- затајење више органа,
- бактериемију, која може изазвати акутне тромбоемболијске догађаје као што су мождани удари и артеријска оклузија у доњим екстремитетима, што може довести до ампутација.

Такође, пацијенти могу развити илеус због вишеструких операција којима се подвргавају. Могу се јавити и инфекције ране након дебридмана; међутим, додатни третмани као што је хипербарични кисеоник имају за циљ смањење стопе инфекција рана.

### Фекална и уринарна инконтиненција
Пацијенти који пате од значајног обољења перинеума могу често развити фекалну инконтиненцију због захватања аналног сфинктера, што захтева дебридман. Овим пацијентима ће бити потребна колостомија да би се смањила фекална контаминација ране. Само формирање колостоме долази са вишеструким повезаним компликацијама. Ове компликације укључују евисцерацију стоме и стомалну инфекцију. 
Пошто је пенис често захваћен, инфекције уринарног тракта су честе компликације болести. Задржавање урина је резултат периуретралног отока, што спречава мокрење пацијента; лечење укључује уринарну катетеризацију и цистостомију код специфичних група пацијената.

### Психолошке компликације
Психолошке компликације преовлађују код пацијената који пате од Фурнијеове гангрене. Због разарајућег дејства које болест има на гениталије; многи пацијенти имају дуготрајне болове као резултат болести. Ово стање доводи до смањеног квалитета живота, што може изазвати депресију. 
Унакажени ожиљци повезани са процесом опоравка такође доприносе психичким проблемима пацијената. Пацијенти ће често патити од сексуалне дисфункције услед поремећене функције пениса, девијације пениса и торзије пениса. Губитак осетљивости коже пениса и бол повезан са ерекцијом су још два фактора која доводе до сексуалне дисфункције.

## Прогноза
Прогноза Фурнијеове гангрене је мултифакторск. Студија коју су 1995. објавили Laor E, Palmer  и сар. показала је да је развој Фурнијеовог индекса озбиљности гангрене (ФГСИ) користан у одређивању прогнозе код пацијената који пате од болести.  Индекс је користио температуру, број откуцаја срца, брзину дисања, калијум и натријум у серуму, креатинин, нивое бикарбоната, хематокрит и белу крвну слику. Скор већи од 9 био је повезан са морталитетом већим од 75%, док су пацијенти са скором мањим од 9 имали 78% шансе за преживљавање. Друге абнормалности електролита повезане са лошијом прогнозом укључују повишен ниво калцијума и низак ниво магнезијума.
Старост пацијента, као и степен захватања ткива, такође одређује прогнозу. Прогноза пацијената опада са старењем. Већи степен захватања ткива је на сличан начин повезан са лошијом прогнозом.
Време од почетка болести до хируршког лечења је кључно јер пацијенти који се појаве раније у току процеса болести и добију брзи, хитни хируршки дебридман имају боље исходе. Пацијенти са дијабетесом са ХгА1ц већим од 7 такође имају лошију прогнозу.